# Сантос
Сантос или Са̀нтош (на португалски: Santos, произношение на португалски Сантуш, произношение на бразилски португалски Сантус) е град в Южна Бразилия, щат Сао Пауло.

## География
Разположен е на брега на Атлантическия океан и частично на остров Сао Висенте. Населението на града е 417 098 души по данни от преброяването през 2009 г.

## История
Градът е основан през 1546 г.

## Спорт
Представителният футболен клуб на града носи името Сантош Футебол Клубе.

## Личности
Родени
- Аракен Патушка (1905 – 1990), футболист
- Пепе (р. 1935), футболист

Починали
- Аракен Патушка (1905 – 1990), футболист

## Побратимени градове
Сантош има следните побратимени градове:
- Шимоносеки
- Нагасаки
- Триест
- Коимбра
- Фуншал
- Ансиао (Ansião)
- Ароука
- Ушуая
- Хавана
- Тайжоу
- Нинбо
- Кюстенджа
- Улсан
- Колон